# Dave Andreychuk
David John Andreychuk (* 29. září 1963, Hamilton) je bývalý kanadský lední hokejista ukrajinského původu. Více než dvacet let působil v profesionální National Hockey League, kde se zařadil mezi nejproduktivnější útočníky na pozici levého křídla a je také hráčem, který v celé historii ligy po Timu Kerrym /Philadelphia/ vstřelil nejvíce gólů v přesilovkách v jedné sezóně – celkem 32 v dresu Buffala, v letech 1992–93. Jinak druhý nejlepší v této dovednosti vůbec – celkem 274 branek.

## Klubová kariéra
Jako junior působil v týmu Oshawa Generals v Ontario Hockey League, odkud si jej v roce 1982 v prvním kole draftu vybralo Buffalo Sabres. Ve stejném roce také začal nastupovat v NHL. V Buffalu strávil jedenáct sezón a platil za dobrého střelce, s týmem však nikdy nepřekonal první kolo playoff. 6. února 1986 v zápase proti Bostonu Bruins, vstřelil svůj první Hattrick v kariéře NHL, v zápase vstřelil celkem pět branek a na jednu asistoval. V roce 1993 byl vyměněn spolu s Darenem Puppou a výběrem v prvním kole draftu za Granta Fuhra do Toronto Maple Leafs. Tam působil do roku 1996. V ročníku 1993/1994 dosáhl svého sezónního maxima, když vstřelil 53 gólů a zaznamenal 99 asistencí. S Torontem se také dvakrát dostal až do finále Západní konference, ale v roce 1993 tým podlehl Los Angeles Kings a o rok později Vancouveru Canucks.
Později hrával za New Jersey Devils, Boston Bruins, krátce za Colorado Avalanche a opět za Buffalo Sabres. Před sezónou 2001/2002 se překvapivě upsal týmu Tampa Bay Lightning. Předpokládalo se, že přestoupí do týmu s ambicemi zisku Stanley Cupu, který mu ve sbírce chyběl. Místo toho v nezkušeném týmu Tampy přijal roli veterána – vůdce. Tým sice v prvním roce jeho působení opět nevybojoval playoff, Andreychuk ale odmítl nabídky o výměnu s tím, že jeho práce ještě neskončila. V sezóně 2002/2003 jej trenér John Tortorella jmenoval kapitánem. Tým poprvé po sedmi letech přivedl do playoff. V následující sezóně pokračoval Andreychuk přes již vyšší věk v dobrých ofenzivních výkonech a i ve třetí sezóně v Tampě překonal hranici dvaceti gólů. V playoff pomohl až k porážce Calgary Flames v sedmi zápasech finále a tak k zisku Stanley Cupu – prvního v historii klubu i pro něj. Sám tohoto úspěchu dosáhl až po dvaadvaceti sezónách v NHL, čím vyrovnal rekord Raye Bourquea v délce čekání na Stanley Cup, v počtu utkání před prvním Stanley Cupem (1597 v základní části) za Bourquem těsně zaostal. Po zrušené sezóně 2004/2005 se vrátil do týmu Tampy. Po roční pauze se však ve 42 letech již nedostal do očekávané formy a 10. ledna 2006 oznámil konec kariéry.
V klubu působil i nadále jako funkcionář.

### Úspěchy, rekordy a mimořádné výkony
- 10. v pořadí odehraných utkání v NHL (1693 zápasů)
- 15. v historickém pořadí vstřelených gólů (640 branek)
- 31. v historickém pořadí kanadského bodování ligy (1338 bodů, spolu s Denisem Savardem)
- nejstarší hráč, který debutoval ve finále Stanley Cupu – 40 let a 7 měsíců v roce 2004
- účastník NHL All-Star Game v letech 1990 a 1994
- zisk Stanley Cupu 2004
- 2017 uveden do Hokejové síně slávy v Torontu.

## Prvenství
- Debut v NHL – 6. října 1982 (Buffalo Sabres proti Quebec Nordiques)
- První gól v NHL – 6. října 1982 (Buffalo Sabres proti Quebec Nordiques, kanadskému brankáři Dan Bouchard)
- První asistence v NHL – 24. října 1982 (Buffalo Sabres proti St. Louis Blues)
- První hattrick v NHL – 6. února 1986 (Boston Bruins proti Buffalo Sabres)

## Klubové statistiky
| Sezóna     | Klub                | Soutěž     |      | Základní část | Základní část | Základní část | Základní část | Základní část |    | Play off | Play off | Play off | Play off | Play off |
| Sezóna     | Klub                | Soutěž     | Z    | G             | A             | B             | TM            | Z             | G  | A        | B        | TM       |          |          |
| 1979–80    | Hamilton            | OMHA       | 21   | 25            | 24            | 49            | —             | —             | —  | —        | —        | —        |          |          |
| 1980–81    | Oshawa Generals     | OHL        | 67   | 22            | 22            | 44            | 80            | 10            | 3  | 2        | 5        | 20       |          |          |
| 1981–82    | Oshawa Generals     | OHL        | 67   | 57            | 43            | 100           | 71            | 3             | 1  | 4        | 5        | 16       |          |          |
| 1982–83    | Oshawa Generals     | OHL        | 14   | 8             | 24            | 32            | 6             | —             | —  | —        | —        | —        |          |          |
| 1982–83    | Buffalo Sabres      | NHL        | 43   | 14            | 23            | 37            | 16            | 4             | 1  | 0        | 1        | 4        |          |          |
| 1983–84    | Buffalo Sabres      | NHL        | 78   | 38            | 42            | 80            | 42            | 2             | 0  | 1        | 1        | 2        |          |          |
| 1984–85    | Buffalo Sabres      | NHL        | 64   | 31            | 30            | 61            | 54            | 5             | 4  | 2        | 6        | 4        |          |          |
| 1985–86    | Buffalo Sabres      | NHL        | 80   | 36            | 51            | 87            | 61            | —             | —  | —        | —        | —        |          |          |
| 1986–87    | Buffalo Sabres      | NHL        | 77   | 25            | 48            | 73            | 46            | —             | —  | —        | —        | —        |          |          |
| 1987–88    | Buffalo Sabres      | NHL        | 80   | 30            | 48            | 78            | 112           | 6             | 2  | 4        | 6        | 0        |          |          |
| 1988–89    | Buffalo Sabres      | NHL        | 56   | 28            | 24            | 52            | 40            | 5             | 0  | 3        | 3        | 0        |          |          |
| 1989–90    | Buffalo Sabres      | NHL        | 73   | 40            | 42            | 82            | 42            | 6             | 2  | 5        | 7        | 2        |          |          |
| 1990–91    | Buffalo Sabres      | NHL        | 80   | 36            | 33            | 69            | 32            | 6             | 2  | 2        | 4        | 8        |          |          |
| 1991–92    | Buffalo Sabres      | NHL        | 80   | 41            | 50            | 91            | 71            | 7             | 1  | 3        | 4        | 12       |          |          |
| 1992–93    | Buffalo Sabres      | NHL        | 52   | 29            | 32            | 61            | 48            | —             | —  | —        | —        | —        |          |          |
| 1992–93    | Toronto Maple Leafs | NHL        | 31   | 25            | 13            | 38            | 8             | 21            | 12 | 7        | 19       | 35       |          |          |
| 1993–94    | Toronto Maple Leafs | NHL        | 83   | 53            | 46            | 99            | 98            | 18            | 5  | 5        | 10       | 16       |          |          |
| 1994–95    | Toronto Maple Leafs | NHL        | 48   | 22            | 16            | 38            | 34            | 7             | 3  | 2        | 5        | 25       |          |          |
| 1995–96    | Toronto Maple Leafs | NHL        | 61   | 20            | 24            | 44            | 54            | —             | —  | —        | —        | —        |          |          |
| 1995–96    | New Jersey Devils   | NHL        | 15   | 8             | 5             | 13            | 10            | —             | —  | —        | —        | —        |          |          |
| 1996–97    | New Jersey Devils   | NHL        | 82   | 27            | 34            | 61            | 48            | 1             | 0  | 0        | 0        | 0        |          |          |
| 1997–98    | New Jersey Devils   | NHL        | 75   | 14            | 34            | 48            | 26            | 6             | 1  | 0        | 1        | 4        |          |          |
| 1998–99    | New Jersey Devils   | NHL        | 52   | 15            | 13            | 28            | 20            | 4             | 2  | 0        | 2        | 4        |          |          |
| 1999–00    | Boston Bruins       | NHL        | 63   | 19            | 14            | 33            | 28            | —             | —  | —        | —        | —        |          |          |
| 1999–00    | Colorado Avalanche  | NHL        | 14   | 1             | 2             | 3             | 2             | 17            | 3  | 2        | 5        | 18       |          |          |
| 2000–01    | Buffalo Sabres      | NHL        | 74   | 20            | 13            | 33            | 32            | 13            | 1  | 2        | 3        | 4        |          |          |
| 2001–02    | Tampa Bay Lightning | NHL        | 82   | 21            | 17            | 38            | 109           | —             | —  | —        | —        | —        |          |          |
| 2002–03    | Tampa Bay Lightning | NHL        | 72   | 20            | 14            | 34            | 34            | 11            | 3  | 3        | 6        | 10       |          |          |
| 2003–04    | Tampa Bay Lightning | NHL        | 82   | 21            | 18            | 39            | 42            | 23            | 1  | 13       | 14       | 14       |          |          |
| 2005–06    | Tampa Bay Lightning | NHL        | 42   | 6             | 12            | 18            | 16            | —             | —  | —        | —        | —        |          |          |
| OHL celkem | OHL celkem          | OHL celkem | 148  | 87            | 89            | 176           | 157           | 13            | 4  | 6        | 10       | 36       |          |          |
| NHL celkem | NHL celkem          | NHL celkem | 1639 | 640           | 698           | 1338          | 1125          | 162           | 43 | 54       | 97       | 162      |          |          |

## Reprezentace
V kanadské reprezentaci se objevil na juniorském mistrovství světa v roce 1983 a na seniorském šampionátu 1986. V obou případech pomohl k bronzovým medailím.
| Rok                       | Tým                       | Soutěž                    | Z  | G | A | B  | TM |
| ------------------------- | ------------------------- | ------------------------- | -- | - | - | -- | -- |
| 1983                      | Kanada 20                 | MSJ                       | 7  | 6 | 5 | 11 | 14 |
| 1986                      | Kanada                    | MS                        | 10 | 3 | 2 | 5  | 18 |
| Juniorská kariéra celkově | Juniorská kariéra celkově | Juniorská kariéra celkově | 7  | 6 | 5 | 11 | 14 |
| Seniorská kariéra celkově | Seniorská kariéra celkově | Seniorská kariéra celkově | 10 | 3 | 2 | 5  | 18 |